# PolySpot
ポリスポト (PolySpot) は、企業に向けたエンタープライズサーチソフトウェア編集会社。 
2010年に設立されたポリスポト（本社：パリ）は、イギリスやイタリアにもオフィスがあります。ポリスポトの技術のおかげで、単一のプロファイルインターフェイスを介して、ユーザーは、企業およびウェブ上に保存された膨大な情報ソースを同時に検索することができます。ポリスポトは、ドキュメントへのアクセスを容易にし、ユーザーの情報ソースの蓄積を助けます。そ して、製品のコラボレーション機能を生かすことで、他のコミュニティーと知識を共有することが可能になります。
ポリスポトが開発した検索エンジンは(PolySpot Enterprise Search)、高度な検索、トピッククラスタリング、フェデレーテッド・サーチ、ソーシャル検索、ファセットナビゲーション、固有表現抽出のモジュール、多言語検索（50カ国語）といった標準的な検索エンジンの動作を装備し、諸特徴をドリルダウン（概要データから詳細データへと対象を絞り込んで 掘り下げていくこと）します。検索結果は、コンテクストの要約とともに表示され、そのインターフェイスは、ユーザーによってカスタマイズ可能です（たとえ ば検索機能の調整など）。